# Prémio Bordalo
O Prémio Bordalo da Casa da Imprensa é um prémio instituído pela Casa da Imprensa atribuído, com interrupções, desde 1962. Inicialmente denominado de "Óscares" da Imprensa, logo no segundo ano passaram a denominar-se Prémios da Imprensa até 1991.
Os Prémios da Imprensa mantiveram-se com regularidade até 1976, com pausas nos anos 1964 e 1973, voltando para uma última edição com esta denominação em 1981. Após a pausa de  1964, no ano seguinte, foram instituídos com um regulamento próprio, apenas os Prémios da Imprensa para Literatura, Jornalismo e Artes Plásticas.
Regressam em 1991, já rebaptizados Prémio Bordalo, tendo como patronos os "Bordalo" Rafael Bordalo Pinheiro (1846-1905) e Columbano Bordalo Pinheiro (1857-1929).
Inicialmente a escolha dos candidatos aos Prémios é da responsabilidade aos directores dos órgãos de comunicação social (Imprensa, Rádio e Televisão) de circulação nacional e regional. A votação final é confiada dos presidentes das associações de classe. No entanto, o sistema de eleição seria modificado, mantendo-se uma primeira nomeação por parte de jornalistas especializados em cada categoria, e, com a partir destes nomeados, um júri de personalidades convidado pela Casa da Imprensa, que pode propor outros candidatos, procede à votação premiados.

## Categorias
Com o ressurgimento dos prémios em 1991, surgiram novas categorias como "Consagração Carreira", "Empresariado", "Política", etc., reintroduziram-se as apresentadas apenas em 1965 (Artes Plásticas, Literatura e Jornalismo) e desapareceram outras como "Teatro de revista" ou "Fado" que, se pode dizer, foi "absorvida" por "Música Ligeira" ao serem atribuídos prémios a António Chaínho (1998) ou Camané (2000) nesta categoria.
|                      | 1962 | 1963 | 1964 | 1965 | 1967 | 1968 | 1969 | 1970 | 1971 | 1972 | 1974 | 1981 | 1991 | 1992 | 1993 | 1994 | 1995 | 1996 | 1997 | 1998 | 1999 | 2000 |
| -------------------- | ---- | ---- | ---- | ---- | ---- | ---- | ---- | ---- | ---- | ---- | ---- | ---- | ---- | ---- | ---- | ---- | ---- | ---- | ---- | ---- | ---- | ---- |
| Artes Plásticas      |      |      |      | X    |      |      |      |      |      |      |      |      | X    | X    | X    | X    | X    | X    | X    | X    | X    | X    |
| Bailado              | X    |      |      |      |      |      | X    | X    | X    | X    | X    | X    | X    | X    | X    | X    | X    | X    | X    | X    | X    | X    |
| Ciências             |      |      |      |      |      |      |      |      |      |      |      |      |      | X    | X    | X    | X    | X    | X    | X    | X    | X    |
| Cinema               | X    | X    | X    |      | X    | X    | X    | X    | X    | X    | X    | X    | X    | X    | X    | X    | X    | X    | X    | X    | X    | X    |
| Desporto             | X    | X    | X    |      | X    | X    | X    | X    | X    | X    |      | X    | X    | X    | X    | X    | X    | X    | X    | X    | X    | X    |
| Empresariado         |      |      |      |      |      |      |      |      |      |      |      |      | X    | X    | X    | X    | X    | X    | X    | X    | X    | X    |
| Fado                 | X    | X    | X    |      | X    | X    | X    | X    |      |      |      | X    |      |      |      |      |      |      |      |      |      |      |
| Jornalismo           |      |      |      | X    |      |      |      |      |      |      |      |      | X    | X    | X    | X    | X    | X    | X    | X    | X    | X    |
| Literatura           |      |      |      | X    |      |      |      |      |      |      |      |      | X    | X    | X    | X    | X    | X    | X    | X    | X    | X    |
| Música Erudita       | X    |      |      |      | X    |      |      | X    | X    | X    | X    | X    | X    | X    | X    | X    | X    | X    | X    | X    | X    | X    |
| Música Ligeira       | X    | X    | X    |      | X    | X    | X    | X    | X    | X    | X    | X    | X    | X    | X    | X    | X    | X    | X    | X    | X    | X    |
| Poder Local          |      |      |      |      |      |      |      |      |      |      |      |      | X    | X    | X    | X    | X    | X    | X    | X    |      |      |
| Política             |      |      |      |      |      |      |      |      |      |      |      |      | X    | X    | X    | X    | X    | X    | X    | X    | X    | X    |
| Publicidade          |      |      |      |      |      |      |      |      |      |      |      |      | X    | X    |      | X    | X    | X    | X    | X    |      |      |
| Rádio                | X    |      | X    |      | X    |      | X    | X    | X    | X    | X    | X    | X    | X    | X    | X    | X    | X    | X    | X    |      |      |
| Tauromaquia          | X    | X    | X    |      | X    | X    | X    | X    | X    | X    |      | X    | X    | X    | X    | X    | X    | X    |      |      |      |      |
| Teatro               | X    | X    | X    |      |      | X    | X    | X    | X    | X    | X    | X    | X    | X    | X    | X    | X    | X    | X    | X    | X    | X    |
| Teatro de revista    |      | X    | X    |      | X    | X    | X    | X    | X    |      |      | X    |      |      |      |      |      |      |      |      |      |      |
| Televisão            | X    | X    | X    |      | X    | X    | X    | X    | X    | X    | X    | X    | X    | X    | X    | X    | X    | X    | X    | X    | X    | X    |
| Travesti             |      |      |      |      |      |      |      |      |      |      |      | X    |      |      |      |      |      |      |      |      |      |      |
| Bordalo de Honra     |      |      |      |      |      |      |      |      |      |      |      |      |      |      |      |      |      |      |      | X    | X    | X    |
| Consagração Carreira |      |      |      |      |      |      |      |      |      |      |      |      | X    | X    | X    | X    | X    | X    | X    | X    | X    | X    |